# Holocnemus caudatus
Holocnemus caudatus là một loài nhện trong họ der Pholcidae die voorkomt năm Tây Ban Nha và Sicilia. Loài này is voor het eerst năm 1820 wetenschappelijk beschreven.

## Synoniemen
- Holocnemus caudatus - Simon, 1873
- Pholcus caudatus - Dufour, 1820